# Bound for Glory (2018)
Bound for Glory (2018) – gala wrestlingu zorganizowana przez amerykańską federację Impact Wrestling (IW), nadawana na żywo w systemie pay-per-view. Odbyła się 14 października 2018 w Melrose Ballroom w Nowym Jorku. Była to czternasta gala z cyklu Bound for Glory, a zarazem trzecie i ostatnie pay-per-view IW w 2018.
Karta walk składała się z ośmiu pojedynków, w tym dwóch o tytuły mistrzowskie. Austin Aries utracił Impact World Championship na rzecz Johnny’ego Impacta, natomiast Tessa Blanchard zachowała Impact Knockouts World Championship, zwyciężając Tayę Valkyrie. W ramach Bound for Glory odbyła się ceremonia włączenia Abyssa do Impact Wrestling Hall of Fame. Poza tym w federacji zadebiutowali James Ellsworth i Willie Mack.
Larry Csonka, redaktor portalu internetowego 411mania.com, ocenił galę na 7 w 10–stopniowej skali.

## Tło
Na Slammiversary XVI (22 lipca) Impact Wrestling podał informację, że czternasta edycja Bound for Glory odbędzie się 14 października w Melrose Ballroom w Nowym Jorku, natomiast 12 września poinformował, że bilety, będące w sprzedaży od 25 sierpnia, zostały wykupione. Federacja przedstawiła 13 września sponsora wydarzenia, którym został COMDA Advertising Connect, firma specjalizującą się w tworzeniu gadżetów dla przedsiębiorstw. Impact Wrestling ogłosił 20 września, że ósmym członkiem Impact Wrestling Hall of Fame został Abyss.

## Rywalizacje
Bound for Glory oferowało walki wrestlingu z udziałem różnych zawodników na podstawie przygotowanych wcześniej scenariuszy i rywalizacji, które były realizowane podczas cotygodniowych odcinków programu Impact!. Wrestlerzy odgrywali role pozytywnych (face) lub negatywnych bohaterów (heel), którzy rywalizują pomiędzy sobą w seriach walk mających budować napięcie.

### Pojedynek o Impact World Championship
Johnny Impact został ogłoszony pretendentem do walki o Impact World Championship z Austinem Ariesem na Bound for Glory przez zarząd federacji. Wrestler przedstawił tę informacje swojemu rywalowi 6 września, co doprowadziło do słownej sprzeczki między zawodnikami, później zaś do bójki, w której górą byli Aries ze swoimi pomocnikami, Moosem i Killerem Krossem. 20 września, po zwycięskim meczu Impact World Championa z El Texano Jr., Impact dokonał zemsty na trzech przeciwnikach, gdy z pomocą Eddiego Edwardsa, odprawił ich za kulisy. W następnym odcinku Impactu! obaj protagoniści musieli uznać wyższość Moose’a i Krossa w Tag Team matchu. Tydzień później Impact i Aries, po zatrzymaniu przez Edwardsa Moose’a i Kroosa, rozpoczęli dyskusję zakończoną bójką. Zwycięsko wyszedł z niej protagonista, wznosząc do góry pas mistrzowski jako znak przyszłego triumfu. 11 października Impact, Edwards i Fallah Bahh zostali pokonani przez trzech oponentów w Six Man Tag Team matchu.
Dyskusja zawodników rozpoczęta w odcinku Impactu!, wyemitowanym 4 października, miała swoją kontynuację na Twitterze. Początkowo atakowali oni wzajemnie swój styl walki i inne umiejętności w ringu oraz przebieg kariery, jednak Austin Aries zareagował emocjonalnie na jeden z postów Johnny’ego Impacta, kierując rywalizację w stronę osobistego i pozasportowego konfliktu. W swoim wpisie obraził żonę rywala, Tayę Valkyrie, nazywając ją „husky” (pol. pulchny) i drwiąc z jej rzekomej nadwagi, ponadto użył w wypowiedzi wyrażeń homofobicznych. Impact i Taya odpowiedzieli na te posty, po czym usunęli swoje wpisy, by nie nasilać negatywnych reakcji. Aries również anulował swoją napastliwą wypowiedź.

### LAX vs. OGz
Mimo że LAX (Ortiz i Santana) odzyskali 16 sierpnia ukradzione pasy Impact World Tag Team Championship, zwyciężając OGz (Hernandez i Homicide) w walce ulicznej, konflikt obu grup trwał nadal. 23 sierpnia członkowie OGz próbowali na ulicy potrącić samochodem rywali, którzy świętowali zeszłotygodniowe zwycięstwo. Pod koła auta wpadł chłopiec towarzyszący meksykańskiemu zespołowi, jednak, jak okazało się później, wyszedł cało z wypadku. Wobec tych wydarzeń komisja złożona z szefów mafii wezwała lidera LAX, Konnana, oraz przywódcę OGz, Kinga, na spotkanie. Podczas rozmowy bossowie oświadczyli, że ta wojna musi się skończyć, dlatego w decydujące starcie drużyn odbędzie się na październikowej gali, gdzie Ortiz, Santana i Konnan zmierzą się z Homicidem, Hernandezem i Kingiem w sześcioosobowym Tag Team matchu (20 września ujawniono, że mecz będzie nosił nazwę Concrete Jungle Death match). Dodatkowym warunkiem, jaki postawiła komisja, było zawieszenie broni między zespołami do czasu planowanego pojedynku. Antagoniści prowadzili próby zerwania rozejmu, prowokując rywali wyzwiskami, kontrowersyjnymi wypowiedziami oraz spaleniem maski Konnana, w której przywódca LAX występował podczas swojej kariery wrestlerskiej. 11 października Konnan, po wymianie zdań z Kingiem, oznajmił, że bossowie odwołali zawieszenie broni, dlatego obie drużyny rozpoczęły bójkę między sobą.

### Ohio Versus Everything vs. Brian Cage, Fénix i Pentagón Jr.
Brian Cage został uwikłany w rywalizację oVe z Lucha Brothers 30 sierpnia, gdy po zwycięskim meczu przeciwko Fénixowi o Impact X Division Championship, pomógł mu i jego bratu, Pentagonowi Jr., odeprzeć atak ze strony Samiego Callihana oraz Jake’a i Dave’a Cristów. 13 września Cage zgodził się dołączyć do Lucha Brothers, jednocześnie przyjął propozycję starcia obu zespołów na Bound for Glory, jaką wystosował do niego Callihan. Pojedynkowi nadano nazwę oVe Rules matchu. 27 września mistrz X Division pokonał Jake’a Crista, czym sprowokował pozostałych dwóch członków oVe do napaści na siebie. Atak zakończył się, gdy w hali zgasły światła, po czym na głównym telebimie ukazali się Fénix i Pentagon Jr., torturujący uprowadzonego Dave’a Crista. W walce wieczoru następnego Impactu! drużyna protagonistów wygrała pojedynek w wyniku dyskwalifikacji przeciwników, gdy Callihan uderzył sędziego. Całe zdarzenie zakończył się bijatyką z udziałem wszystkich zawodników.

### Eddie Edwards vs. Moose
23 sierpnia Eddie Edwards toczył spór z Austinem Ariesem i Killerem Kroosem. Podczas sprzeczki został przez nich zaatakowany, w ostatniej chwili otrzymując wsparcie ze strony Moose’a, który powrócił do federacji po absencji związanej ze wstrząśnieniem mózgu. Tydzień później miał odbyć się Tag Team match między obiema drużynami, lecz Moose został napadnięty na zapleczu, a u jego boku leżała charakterystyczna dla Kroosa czerwona kartka z czarnym krzyżem. Edwards walczył samotnie przeciwko dwóm przeciwnikom, dopóki nie pojawił się Moose. Niespodziewanie były futbolista zdradził sojusznika i przyłączył się do Ariesa i Kroosa. Swoją zmianę uzasadnił tym, że zawsze pomagał Edwardsowi, jednak gdy sam leczył uraz, nie otrzymał z jego strony wsparcia. Równocześnie podziękował Ariesowi za cenne rady i podanie pomocnej dłoni. Pierwszym starciem obu zawodników był mecz drużynowy podczas Mediaconu (9 września), który wygrał Edwards przy współudziale Justina Sysuma. 20 września protagonista stanął po stronie Johnny’ego Impacta w bójce z trzema przeciwnikami, jednak 27 września obaj przegrali z Moose’em i Kroosem w Tag Team matchu. 4 października Moose uprowadził żonę Edwardsa, Alishę, i wezwał go do jednego z meksykańskich barów. Małżeństwu udało się uciec z budynku i zatrzymać pomocników Ariesa. Tym samym Edwardsowie umożliwili Johnny’emu Impactowi spotkanie się oko w oko z osamotnionym Impact World Championem.

### Pojedynek o Impact Knockouts Championship
Tessa Blanchard zdobyła Impact Knockouts World Championship 30 sierpnia w specjalnym odcinku Impactu! o nazwie Redefined, pokonując w Three Way matchu ówczesną mistrzynię, Su Yung, i Allie. Tydzień później obroniło mistrzostwo w walce rewanżowej z Yung, następnie pokonała 27 września Faby Apache, AAA Reina de Reinas Championkę. Tego samego dnia przyjęła wyzwanie Tayi Valkyrie na walkę o tytuł kobiecy na Bound for Glory.

### Matt Sydal i Ethan Page vs. Rich Swann i Willie Mack
6 września Matt Sydal zaproponował Richowi Swannowi, który przegrał kilka minut wcześniej pojedynek z Peteyem Williamsem, przewodnictwo duchowe, jednak jego inicjatywa nie znalazła uznania w oczach Swanna. 20 września obaj zawodnicy mieli stoczyć indywidualny pojedynek, pomimo tego stworzyli tag team, przegrywając walkę z Lucha Brothers. Swann, podrażniony porażką, zerwał sojusz i spotkał się z rywalem w ringu 4 października. Czarnoskóry wrestler musiał uznać wyższość Sydala, gdy został zaatakowany podczas meczu przez Ethana Page’a. Antagoniści zaoferowali przeciwnikowi Tag Team match na Bound for Glory, jeśli znajdzie swojego partnera. Okazał się nim Willie Mack.

### Otwarte wyzwanie Elego Drake’a
Eli Drake rozpoczął 30 sierpnia serię otwartych wyzwań, rywalizując w kolejnych odcinkach Impactu! z różnymi zawodnikami. Wrestler zapowiedział 11 października, że przyjmie wyzwanie na Bound for Glory od przeciwnika pochodzącego wyłącznie z Nowego Jorku.

### Allie vs. Su Yung
Rywalizacja Allie i Su Yung trwała od marca 2018. W pierwszym wrześniowym odcinku Impactu! Allie i Kiera Hogan uchroniły Tessę Blanchard przed zamknięciem w trumnie przez Yung. 13 września Kanadyjka wyjaśniła, że chce powstrzymać przeciwniczkę, która stosując przemoc, pochowała ją, Madison Rayne i Rosemary. 27 września protagonistki pokonały Yung i The Undead Maid of Honor w Tag Team matchu, natomiast 4 października Yung zamknęła Hogan w trumnie w czasie meczu, mimo że Allie starała się przerwać całe zdarzenie. Tydzień później Father James Mitchell zgodził się na propozycję Kanadyjki, rozdrażnionej utratą przyjaciółki, aby przenieść ją do świata nieumarłych, gdzie będzie mogła stawić czoło Yung i uratować Hogan. Zawodniczka liczyła się z tym, że może stamtąd nie wrócić, ponieważ wcześniej oddała już duszę w zamian za opuszczenie zaświatów.

## Przed galą
Włączenie Abyssa do Impact Wrestling Hall of Fame, transmitowane na żywo za pomocą platformy Twitch, nastąpiło 13 października w McHale’s Pub w Nowym Jorku. Wprowadzenia zawodnika dokonał jego dawny mentor, Father James Mitchell. Po zakończeniu ceremonii Austin Aries wygłosił mowę, wyrażając się z uznanie o dokonaniach Abyssa. W dalszych słowach skupił się na rywalizacji z Johnnym Impactem, prowokując rywala, co doprowadziło do bijatyki między nimi. Przybyli goście musieli rozdzielić walczących wrestlerów.

## Gala

### Komentatorzy i osobistości telewizyjne
Przy stoliku komentatorskim Bound for Glory zasiedli Don Callis i Josh Mathews, zaś za zakulisowe wywiady z zawodnikami odpowiadała McKenzie Mitchell. Pojedynki sędziował, m.in. „The Kid” Kris Levin.

### Główne wydarzenie
Czternastą edycję Bound for Glory otworzył Tag Team match, w którym Rich Swann i Willie Mack zmierzyli się z Mattem Sydalem i Ethanem Page’em. W ostatniej minucie walki obie drużyny atakowały się nawzajem. W wyniku nieporozumienia Page kopnął swojego partnera w głowę, po czym Mack wyeliminował Page’a za pomocą stunnera. Chwilę później Sydal wyłączył Macka z walki. Spotkanie zakończył Swann, ogłuszył stojącego w ringu Sydala kopnięciem w głowę i handspring cutterem, a ostateczne zwycięstwo dla zespołu uzyskał dzięki Phoenix Splashowi.
Następnie Eli Drake wszedł do ringu na spotkanie ze swoim nieznanym oponentem, pochodzącym z Nowego Jorku. Na jego otwarte wyzwanie odpowiedział James Ellsworth. Między zawodnikami wywiązała się rozmowa, w której Ellsworth wyjaśnił, że nie jest z Nowego Jorku, ale umawiał się z dziewczyną z tego miasta (było to nawiązanie do jego storyline’u z Carmellą w federacji WWE).
Drake pokonał go w czasie dwóch minut, dwukrotnie wykorzystując przeciw niemu swoją akcję kończącą, Gravy Train. Po meczu Drake oświadczył, że jego życzeniem był pojedynek z wrestlerem na miarę Hall o Fame. Zza kulis wyszedł Abyss, atakując niedawnego zwycięzcę. Obaj rozpoczęli bójkę, którą zakończył Abyss po rzuceniu Drake’a na wcześniej rozłożony stół.
W trzecim meczu Tessa Blanchard, Impact Knockouts Championka, podjęła Tayę Valkyrie. Mistrzyni obroniła pas kobiet, wygrywając pojedynek po wykonaniu rywalce Magnum.
W kolejnym spotkaniu Eddie Edwards stawił czoło Moose’owi. Edwards wygrał pojedynek w wyniku dyskwalifikacji, gdy został zaatakowany przez Killera Kroosa. Antagoniści kontynuowali napaść na bezbronnego rywala, dopóki nie otrzymał on pomocy ze strony Tommy’ego Dreamera. Oba zespoły stoczyły Tag Team match, zakończony przypięciem Moose’a przez Edwards po wykonaniu schoolboya. Po meczu były futbolista i Killer Kroos, niepogodzeni z wynikiem, wyładowali swą frustrację na oponentach.  
Tuż po tym odbył się oVe Rules match z udziałem Briana Cage’a (Impact X Division Champion), Fénixa i Pentagóna Jr., których przeciwnikami byli Ohio Versus Everything (Dave Crist, Jake Crist i Sami Callihan). Formuła meczu była tożsama z Tornado Tag Team matchem, tzn. w ringu mogli walczyć wszyscy zawodnicy bez potrzeby dokonywania zmian. Gdy członkom oVe udało się unieszkodliwić Pentagóna Jr. i Fénixa, skonfrontowali się z Brianem Cage’em, nieskutecznie próbując przypiąć go przy użyciu akcji drużynowej o nazwie All-Seeing Eye. Trójka wrestlerów, prowokowana przez Cage’a do dalszych ataków, kopała w jego głowę ponad dwadzieścia razy, następnie Callihan zakończył walkę za pomocą piledrivera. W konsekwencji Impact X Division Champion został przypięty po raz pierwszy od czasu swojego debiutu w Impact Wrestling.
W Concrete Jungle Death matchu wzięli udział OGz (Homicide, Hernandez i King) przeciwko The Latin American Xchange (Ortiz, Santana i Konnan). Ważnym elementem tego rodzaju Hardcore matchu było wcześniejsze usunięcie z podłogi ringu brezentu i gąbki oraz poduszek zabezpieczających złączenia lin przy słupach narożnych, ponadto deski na ringu nie zostały przymocowane, co powodowało, że w czasie walki pojawiały się między nimi luki. LAX wyszli do walki w towarzystwie rapera Bodegi Bamza, który wykonał specjalny motyw muzyczny grupy. Konnan nie pojawił się z Ortizem i Santaną z uwagi na fakt, iż wcześniej tego samego wieczora został zaatakowany przez Kinga, jednak pod koniec wyrównanego pojedynku przybył do areny. Lider LAX przechylił szalę zwycięstwa na stronę swojej drużyny, uderzał przeciwników pałką, następnie cisnął Kingiem w stół znajdujący się w narożniku. Bezpośrednio po tym zdarzeniu całą rywalizację zakończyli Ortiz i Santana, którzy zastosowali przeciw przywódcy OGz swoją akcję kończącą, Street Sweeper (połączenie blockbustera i powerbombu).
Następnie Allie udało się przedostać do świata nieumarłych. Father James Mitchell powitał ją, przekazał informację, gdzie znajduje się Kiera Hogan oraz ostrzegł Kanadyjkę, że nie może dotknąć swojej duszy, ponieważ musi ona pozostać w tym świecie. Podczas poszukiwań Allie zabiła dwie druhny Su Yung przy użyciu siekiery, wkrótce potem znalazła swoją duszę, dotykając jej dłoni. Odszukała Hogan w kaplicy, najpierw zaś musiała stoczyć walkę z Su Yung, której ostatecznie wbiła siekierę w szyję. Allie obudziła przyjaciółkę, po czym udały się do trumny, dzięki której miały przedostać się do rzeczywistego świata, jednak nie mogły otworzyć wieka. James Mitchell pojawił się po raz drugi, mówiąc że obiecał Kanadyjce wejść do zaświatów, ale nie mówił nic o jego opuszczeniu. Obie zawodniczki zostały otoczone przez druhny Yung, kiedy to Rosemary przyszła im na ratunek. Pomogła Allie i Hogan otworzyć trumnę, następnie poświęciła się dla nich, aby mogły przenieść na druga stronę, zatrzymując przez chwilę Yung i jej podopieczne. Powróciwszy do świata żywych, Hogan pocieszała towarzyszkę, mimo to Allie, zrozpaczona niemożnością ocalenia Rosemary, chwyciła ją za gardło i nienaturalnym, demonicznym głosem odparła, że nic nie będzie dobrze.

## Odbiór gali

### Noty krytyków
Larry Csonka, redaktor portalu 411mania.com ocenił galę na 7 punktów w skali dziesięciopunktowej. Stwierdził, że Bound for Glory nie przewyższyło poziomem Slammiversary XVI, ogólnie jednak gala była dobra.
Średnia ocen siedmiu z ośmiu walk przyznana przez Wrestling Observer Dave’a Meltzera wyniosła 2,64 gwiazdki. Najwyższą ocenę otrzymała walka wieczoru – redaktor przyznał jej 4 gwiazdki na 5 możliwych. Pojedynki o mistrzostwa kobiet i X Division oraz Concrete Jungle Death match zostały wyróżnione notami 3¼ gwiazdki, natomiast najsłabiej wypadły starcie Elego Drake’a (Dud) oraz niespełna minutowe spotkanie Eddiego Edwardsa z Moosem, które nie otrzymało oceny.

## Wydarzenia po gali

### Kwestie organizacyjne
Federacja przeprowadziła w dniach 15 i 16 października serię nagrań do Impactu!, z których materiał został wyemitowany 18 i 25 października oraz 1 i 8 listopada.

### Rywalizacje

#### Johnny Impact vs. Killer Kroos
Johnny Impact rozpoczął panowanie mistrzowskie od pokonania 25 października Fénixa, następnie tego samego dnia został zaatakowany za kulisami przez Killera Krossa. Obaj zawodnicy spotkali się na Impact: Final Hour (8 listopada), gdzie Impact World Champion był lepszy od Krossa.

#### Taya Valkyrie vs. Tessa Blanchard
Taya Valkyrie oskarżyła Tessę Blanchard o stosowanie nieczystych zagrywek podczas Bound for Glory, co pomogło jej w utrzymaniu tytułu mistrzowskiego. Dwa tygodnie później Blanchard, widząc przewagę rywalki w walce rewanżowej, uderzyła sędziego w twarz, tym samym doprowadziła do swojej dyskwalifikacji. To nieuczciwe posunięcie pozwoliło jej zachować Impact Knockouts World Championship.

#### Brian Cage vs. Sami Callihan
Brian Cage kontynuował panowanie mistrzowskie, zwyciężając 18 października Richa Swanna. Po meczu został zaatakowany przez Samiego Callihana i Jake’a Crista, jednak udało mu się zatrzymać ich poczynania. W następnym tygodniu Cage zrewanżował się rywalowi, napadając na niego po wygranej Callihana z Trevorem Lee. 1 listopada lider oVe i bracia Cristowie odnieśli zwycięstwo nad sobowtórem Cage’a na jednej z gal w ich rodzinnym stanie Ohio i odebrali mu imitację pasa X Division. W kolejnym odcinku Impactu! Impact X Division Cahmpion zjawił się w Ohio, aby policzyć się ze swoimi przeciwnikami. Doszło między nimi do bójki, którą wygrał Callihan, choć musiało mu pomóc pięć osób. Ostatecznie Cage rozprawił się z przeciwnikiem 15 listopada, broniąc pas mistrzowski.

#### Pozew Elego Drake’a
Po ataku Abyssa na Bound for Glory Eli Drake oskarżył władze Impact Wrestling o naruszenie zasad bezpieczeństwa w miejscu pracy. 25 listopada zmusił Dona Callisa, wiceprezesa federacji i komentatora, do opuszczenia stolika komentatorskiego i zajął jego miejsce u boku Josha Mathewsa do czasu zakończenia programu. Tydzień później wrestler udał się do kancelarii prawnej, trafiając jednak do składzika woźnego, gdzie spotkał Josepha Parka. Obiecał on Drake’owi, że będzie go reprezentował w sądzie i przekona innych zawodników w celu złożenia pozwu zbiorowego. W Impact: Final Hour Drake zaatakował niespodziewanie Parka, zarzucając mu współodpowiedzialność za powstanie hardcore’owej odmiany wrestlingu i grożąc, że osobiście zakończy jego karierę, jeśli Park sam tego nie zrobi.

#### OGz vs. Lucha Brothers
Bossowie pozwolili OGz zatrzymać część Nowego Jorku pod warunkiem, że obie zwalczające się grupy będą trzymały się od siebie z daleka. Lider LAX przystał na tę propozycję. Niedługo później King wpadł na pomysł, że jeśli nie może uderzyć bezpośrednio w Konnana, zrobi to w inny sposób. Zatem antagoniści zaatakowali meksykańskiego zawodnika, Fénixa, po jego walce z Johnnym Impactem, musieli jednak wycofać się, gdyż Pentagón Jr. przyszedł na pomoc bratu i razem uporali się z napastnikami. 8 listopada The Lucha Brothers pokonali OGz, po czym otrzymali gratulacje od Konnana, Ortiza i Santany, natomiast przeciwnicy nie pojawili się już w federacji.

#### Przemiana Allie
Po powrocie z zaświatów przemiana Allie uwidoczniła się nie tylko w wyglądzie zewnętrznym (jej jasne włosy stały się czarne), ale także ewolucji wewnętrznej. W meczu z Alishą Edwards straciła panowanie nad sobą, brutalnie atakując rywalkę. Dopiero interwencja Kiery Hogan spowodowała u niej powrót do poprzedniego stanu. W następnym tygodniu próbowała przeciwstawić się Yung i pomóc Hogan, jednak pod wpływem demonicznej mocy rywalki, pozostawiła sojuszniczkę samą i przestraszona odeszła za kulisy. Allie przeprosiła Hogan za swoje zachowanie, jednocześnie wyznała jej, że od czasu utraty duszy coraz bardziej przepełnia ją ciemność. 8 listopada przystała na propozycję przejścia na ciemną stronę mocy, wystosowaną przez Jamesa Mitchella, prosząc jedynie o to, aby on i Su Yung nie zakłócali spokoju jej przyjaciołom.

## Karta walk
Zestawienie zostało oparte na materiale źródłowym:
| Nr                                 | Wyniki | Stypulacje                                          | Czas  |
| ---------------------------------- | --- | --------------------------------------------------- | ----- |
| 1                                  | Rich Swann i Willie Mack pokonali Matta Sydala i Ethana Page’a                                                 | Tag Team match                                      | 12:40 |
| 2                                  | Eli Drake pokonał Jamesa Ellswortha                                                                            | Singles match                                       | 2:10  |
| 3                                  | Tessa Blanchard (c) pokonała Tayę Valkyrie                                                                     | Singles match o Impact Knockouts World Championship | 10:33 |
| 4                                  | Eddie Edwards pokonał Moose’a przez dyskwalifikację                                                            | Singles match                                       | 0:55  |
| 5                                  | Eddie Edwards i Tommy Dreamer pokonali Moose’a i Killera Krossa                                                | Tag Team match                                      | 8:45  |
| 6                                  | Ohio Versus Everything (Dave Crist, Jake Crist i Sami Callihan) pokonali Briana Cage’a, Fénixa i Pentagóna Jr. | oVe Rules match                                     | 13:30 |
| 7                                  | The Latin American Xchange (Ortiz, Santana i Konnan) vs. OGz (Homicide, Hernandez i King)                      | Concrete Jungle Death match                         | 9:33  |
| 8                                  | Johnny Impact (z Tayą Valkyrie) pokonał Austina Ariesa (c) (z Moosem i Killerem Krossem)                       | Singles match o Impact World Championship           | 20:45 |
| (c) – mistrz/mistrzyni przed walką | |                                                     |       |